# Себастьян Роше
Себастьян Роше (нар. 4 серпня 1964) — французький актор шотландського походження.

## Біографія
Роше народився у Парижі, Франція. Будучи підлітком, жив зі сім'єю на торговому судні, що плавало по Середземномор'ї, в Африку, Південну Америку та Кариби. Володіє англійською, французькою, іспанською та італійською мовами.
Випускник Вищої національної консерваторії драматичного мистецтва. У 1992 році він переїхав до Нью-Йорка. Був одружений із акторкою Вірою Фарміґою з 1997 по 2004. З 2014 року одружений з акторкою Алісією Ханною.
Мешкає в Лос-Анжелесі.
Підтримує Україну.

## Кар'єра
Після закінчення консерваторії у 1989 році, Себастьян працював у французькому театрі, кіно і телебаченні з такими акторами як Мішель Серро, Ізабель Юппер та Беатріс Далле. Переїхав у США в 1992 році, й з тих пір працює там. Працював в театрі з Аль Пачіно, Джулі Теймор та Марком Ламосом. Його телевізійна та кінематографічна кар'єра включає: Закон і порядок, Таємниці Нью-Йорка, Секс і місто, Мерлін, Зачаровані, Шпигунка, Чарівник Земномор'я, CSI, Загін "Антитеррор", Одісея 5. Також, зіграв у фільмі Беовульф, із Ентоні Гопкінсом, Джоном Малковичем та Анджеліною Джолі.

## Фільмографія
| Рік  | Фільм                               | Роль                                                                                          | Примітки                                    |
| ---- | ----------------------------------- | --------------------------------------------------------------------------------------------- | ------------------------------------------- |
| 1986 | Вбивство на вулиці Морг             | Генрі                                                                                         | (камео)                                     |
| 1987 | Bonjour maître                      | Джеррі                                                                                        | (Міні-серіал)                               |
| 1988 | Adieu je t'aime                     | Тьєррі                                                                                        |                                             |
| 1988 | La queue de la comète               | Хоакім                                                                                        |                                             |
| 1989 | La grande cabriole                  | Вільям                                                                                        | (Міні-серіал)                               |
| 1989 | La révolution française             | Le Marquis de Dreux-Brézé                                                                     | (епізод"Années Lumière, Les")               |
| 1989 | Автостопщик                         | Гленн Берч (2 епізоди, 1989- 1991)                                                            |                                             |
| 1990 | La vengeance d'une femme            | Продавець                                                                                     |                                             |
| 1990 | Антитерор                           | unknown                                                                                       | (1 episode)                                 |
| 1991 | L'huissier                          | Льян Габріель                                                                                 | (TV)                                        |
| 1992 | Останній із Могікан                 | Мартін                                                                                        |                                             |
| 1992 | Le Lyonnais                         | unknown                                                                                       |                                             |
| 1992 | Коханець                            | Пітер Роджерс                                                                                 | (декілька епізодів)                         |
| 1993 | Закон і порядок                     | Кларенс Кармайкл/'Сі Скуейр' Кен Тейлор \|\|(епізод «Раздор» 1993) (епізод «Простофіля» 1999) |                                             |
| 1993 | Південний Пляж                      | Боронскі                                                                                      | (1 епізод)                                  |
| 1993 | Життя святих                        | Ісус                                                                                          |                                             |
| 1995 | Нероби                              | Джеймс                                                                                        |                                             |
| 1996 | Таємниці Нью-Йорку                  | Доменік Ралло                                                                                 | (1 епізод)                                  |
| 1996 | Швидке правосуддя                   | Тоні Джекс                                                                                    | (1 епізод)                                  |
| 1997 | Свобода!                            | Гільберт ді Мотьє                                                                             | (1 епізод)                                  |
| 1997 | Рев                                 | Лонгінус                                                                                      | (11 епізодів, 1997–2000)                    |
| 1997 | Федерали                            | Доменік Ралло                                                                                 | (1 епізод)                                  |
| 1997 | Dellaventura                        | unknown                                                                                       | (1 епізод)                                  |
| 1997 | Миротворець                         | Ганс                                                                                          |                                             |
| 1998 | Секс і Місто                        | Джеррі                                                                                        | (1 епізод)                                  |
| 1998 | Великий мерлін                      | Гевін                                                                                         | (телесеріал)                                |
| 1998 | Голе місто                          | Марко                                                                                         | (телесеріал)                                |
| 1998 | В моє серце                         | Кріс                                                                                          |                                             |
| 1999 | Ханлі                               | Коллінз                                                                                       | (телесеріал)                                |
| 2000 | Крихітка                            | Ребел Кларк                                                                                   | (телесеріал)                                |
| 2001 | 15 хвилин                           | Людвіг, перукар                                                                               |                                             |
| 2001 | Велике яблуко                       | Влад                                                                                          | (4 епізоди)                                 |
| 2001 | Небеса                              | Іоанн                                                                                         | (телесеріал)                                |
| 2002 | Одісей 5                            | Курт Мендель                                                                                  | (19 епізодів, 2002- 2003)                   |
| 2002 | Ніколи не залишай човен             | Сорен                                                                                         |                                             |
| 2002 | Бенджамін Франклін                  | Віконт                                                                                        | (мінісеріал)                                |
| 2004 | Touching Evil                       | Стефан Лейні                                                                                  | (1 епізод)                                  |
| 2004 | Чарівник Земномор'я                 | Король Тігат                                                                                  | (телесеріал)                                |
| 2005 | CSI: Місце злочину                  | Джош Фрост/Моріарті                                                                           | (1 епізод)                                  |
| 2005 | Всі жінки відьми                    | Чародій                                                                                       | (1 епізод)                                  |
| 2005 | Шпигунка                            | Віллем Карг                                                                                   | (1 епізод)                                  |
| 2005 | Sorry, Haters                       | Мік Саткліфф                                                                                  | (камео)                                     |
| 2005 | Чайка                               | Себастьян                                                                                     |                                             |
| 2006 | Загін "Антитерор"                   | Колонел Леклерк                                                                               | (1 епізод)                                  |
| 2006 | Тезка                               | Пєр                                                                                           |                                             |
| 2006 | Деремося за свободу                 | Джордж Вашингтон                                                                              |                                             |
| 2007 | Центральна лікарня                  | Джеррі Джекс                                                                                  |                                             |
| 2007 | Беовульф                            | Вульфгар                                                                                      |                                             |
| 2007 | Beowulf (гра)                       | Вульфгар (голос)                                                                              | (комп'ютерна гра)                           |
| 2007 | Нью-Йоркська серенада               | Ноум Боадер                                                                                   |                                             |
| 2007 | What We Do Is Secret                | Клод Кікбой Бессі                                                                             |                                             |
| 2008 | 24                                  | Джон Квінн                                                                                    | (Телефільм)                                 |
| 2009 | Менталіст                           | Ширалі Арлов                                                                                  | (1 епізод)                                  |
| 2009 | 24                                  | Джон Квінн                                                                                    | (телесеріал)                                |
| 2009 | Сльози щастя                        | Лоран                                                                                         |                                             |
| 2009 | Розбита слава                       | Метт тейлор                                                                                   | (post-production)                           |
| 2010 | L.L.                                | J.J                                                                                           | (post-production)                           |
| 2010 | Грань                               | Томас Джером Ньютон                                                                           | (8 епізодів)                                |
| 2010 | Надприродне                         | Бальтазар                                                                                     | (6 епізодів)                                |
| 2011 | Пригоди Тінтіна: таємниця Єдинорога | Педро                                                                                         | (post-production)                           |
| 2011 | Думати як злочинець                 | Клайд Істер                                                                                   | (3 епізоди)                                 |
| 2011 | Щоденники вампіра                   | Майкл Майклсон                                                                                |                                             |
| 2012 | Крихітта з Беверлі-Хіллз 3          | Франк Дідьєр, шеф-кухар                                                                       |                                             |
| 2012 | Грімм                               | Едгар Вальц                                                                                   | Телесеріал                                  |
| 2014 | Прогулянка серед могил              | Юрій Ландау                                                                                   |                                             |
| 2014 | Перевертень                         | Клаус Пістор                                                                                  |                                             |
| 2014 | Первородні                          | Майкл Майклсон                                                                                | телесеріал                                  |
| 2014 | Скандал                             | Домінік Белл                                                                                  | телесеріал                                  |
| 2015 | Якось у казці                       | король Стефан / батько Аврори                                                                 | телесеріал; епізод Enter the Dragon         |
| 2015 | NCIS: Los Angeles                   | Лі Ешман                                                                                      | телесеріал; епізод "An Unlocked Mind"       |
| 2016 | Кістки                              | Inspector Rousseau                                                                            | телесеріал; епізод "The Jewel in the Crown" |